# Achelion occidentalis
Achelion occidentalis is een pissebed uit de familie Entoniscidae. De wetenschappelijke naam van de soort is voor het eerst geldig gepubliceerd in 1966 door Hartnoll.